# Jornal
|  | Aquest article tracta sobre la unitat de superfície. Si cerqueu el pagament per la feina d'un dia, vegeu «salari». |

Un jornal és una unitat de superfície no estàndard i no pertanyent al sistema internacional utilitzada als Països Catalans per a mesurar terreny de cultiu. Per terme mitjà, un jornal equival a uns 4.358,3025 m².
Les unitats de mesura eren classificades segons aquests tres conceptes: geomètric, de treball agrícola i de sembradura. El jornal pertany a la categoria d'extensió de terreny mesurada en funció del treball agrícola requerit. El jornal es defineix com l'extensió de terra que es podia treballar en un dia. La seva extensió depèn del tipus d'agent treballador (persona, mul, parella de bous, cavall, etc.), del tipus de lloc (camp, de blat, prat, vinya) i de la classe d'activitat a realitzar-hi (llaurar, sembrar, segar, dallar herba, veremar, plantar ceps...). En el cas de les terres de l'Ebre era la sega de l'arròs.
Tot i ésser una unitat de superfície utilitzada històricament i tradicionalment avui dia ha perdut ús. Tot i així, és acceptada i pot ésser utilitzada legalment. De fet, molts pagesos encara la utilitzen, especialment a la Cerdanya (Bellver de Cerdanya) on esdevé l'única unitat de superfície (per mesurar camps); actualment juntament amb el metre quadrat.

## Valor
El valor del jornal es variable segons la localitat i el lloc de Catalunya.
Per norma general s'estableix que comprèn un nombre determinat de canes quadrades; 
- En molts llocs, un jornal equival a 2 025 canes quadrades o 48,96 a (Agramunt, Igualada, Manresa, Montblanc, Vilafranca del Penedès, etc) —equivalència genèrica—;
- A Lleida equival a 1800 canes quadrades i comprèn cinc fangades (43,58 a);
- A Tarragona equival a 2500 canes quadrades i és anomenat també cana de rei;
- A Puigcerdà, Bellver de Cerdanya, Tortosa equival a 900 canes quadrades;
- El jornal de mida, propi de Besalú, val 48,96 a;
- El jornal de terra és propi de la Seu d'Urgell (29,77 a),
- El jornal de cavar, d'Olesa de Montserrat (3,97 a);
- A la Vall d'Aran és emprat el jornal de dallar prat, que equival a dues fangades de Lleida (17,43 a);
- El jornal de vinya, emprat a Reus, Falset i Vilanova i la Geltrú, té una extensió molt variable;
- El jornal de mula és emprat a Igualada i val 34,22 a;
- El jornal petit d'Alacant val 29,80 a.[2]

### Taula de valors
| Jornal          | Metres Quadrats (m2)                | Localitat                             |
| --------------- | ----------------------------------- | ------------------------------------- |
| Pirineu         |                                     |                                       |
| 1               | 3600                                | Bellver de Cerdanya (tota la Batllia) |
| 1               | 5.229,70 m2 (2160 canes quadrades)  | Agramunt                              |
| 1               | 2179                                | Alòs                                  |
| 1               | 2143                                | Torre de Capdella                     |
| 1               | 4858                                | Verdú                                 |
| 1               | 2100                                | Peramea                               |
| 1               | 1628                                | Bausen                                |
| 1               | 3.645,72                            | Puigcerdà                             |
| Lleida          |                                     |                                       |
| 1               | 4358                                | Lleida, Cervera, Balaguer             |
| Barcelona       |                                     |                                       |
| 1               | 4896,50                             | Manresa i Vilafranca del Penedès      |
| Tarragona       |                                     |                                       |
| 1               | 4.242,00                            | Tarragona Ciutat                      |
| 1 jornal antic  | 5.400,00                            | Tarragona Ciutat                      |
| 1 jornal de Rei | 6.048,00                            | Tarragona Ciutat                      |
| 1               | 8.202,00                            | Reus                                  |
| 1               | 2.190,20 m2 (900 canes quadrades)   | Tortosa                               |
| 1               | 4.896,50 m2 (2.025 canes quadrades) | Montblanc                             |
| Girona          |                                     |                                       |
| 1               | 2.190,20 m2 (900 canes quadrades)   | Ribes                                 |

Nota: El jornal s'utilitza com a única unitat de mesura històrica a la comarca de la Cerdanya tot i que també serà emprat a tot el Pirineu i, en menor mesura i importància, a la resta de Catalunya.

### Pams
Pams Quadrats: 1m2 són:
- 26,44 pm2 (Lleida)
- 26,33 pm2 (Girona)
- 26,22 pm2 (Tarragona)
- 26,468 pm2 (Barcelona)